# Сражение под Шкудами
Сражение под Шкудами — сражение между литовско-русской армией под командованием М. Вишневецкого и полковника русских драгун Г. К. Флуга и литовской армией Сапег, сражавшейся на стороне шведов. Состоялось 1 (12) ноября 1704 года, в ходе Великой Северной войны, завершилось победой литовско-русского корпуса.
После поражения союзной литовско-русской армии у Якобштадта 25 июля (5 августа) 1704 года саксонский курфюрст и польский король Август II заключил с русским царём Петром I союзный договор, по которому Россия должна была выделить Речи Посполитой вспомогательный корпус.
20 августа 1704 года генерал А. И. Репнин получил приказ двинуться из-под Нарвы в Литву с 6 пехотными и 6 драгунскими полками. В сентябре Репнин с пехотой прибыл в Полоцк и укрепил крепость. Драгуны двинулись к Биржам, однако Биржи уже сдались шведам.
Тем временем шведский генерал А. Л. Левенгаупт, считая кампанию законченной, стал на зимовку в Курляндии, К. Сапега ушёл к Вильне зимовать в Литву.
Узнав о разделении шведов и литовцев Сапеги (причём сам К. Сапега покинул свою армию), литовское войско М. Вишневецкого, к которому примкнул русский драгунский полк Г. К. Флуга, 1 ноября 1704 года напало на войско Сапег (в отсутствие Казимира Сапеги командовали минский староста К. С. Завиша и бобруйский староста Я. К. Сапега) и нанесло ему поражение.